# O Eclipse
L'eclisse (bra/prt: O Eclipse) é um filme ítalo-francês  de 1962 dirigido por Michelangelo Antonioni com Monica Vitti e Alain Delon no elenco principal. É a última parte da trilogia não oficial de Antonioni sobre alienação e incomunicabilidade na sociedade moderna, da qual fazem parte também os anteriores A Aventura (1960) e A Noite (1961). O filme segue dois jovens (Vitti e Delon) que iniciam um relacionamento frívolo e inane.
L'Eclisse venceu o Prêmio do Júri no Festival de Cannes de 1962 e foi indicado à Palma de Ouro, perdendo o prêmio para O Pagador de Promessas. O filme é descrito por Martin Scorsese como a obra mais ousada da trilogia, sendo um dos trabalhos mais aclamados do diretor.[carece de fontes?]

## Sinopse
A jovem Vittoria (Monica Vitti) acaba de pôr fim a uma história de amor com um homem mais velho (Francisco Rabal). Depois de conhecer Piero (Alain Delon), um investidor na bolsa de valores, os dois começam a se ver e a passear pelos subúrbios vazios e modernos de Roma. Porém, o caso é permeado de angústias existenciais.

## Elenco
- Alain Delon como Piero (dublagem original por Gabriele Antonini)
- Monica Vitti como Vittoria
- Francisco Rabal como Riccardo (dublagem original por Aldo Giuffré)
- Louis Seigner como Ercoli (dublagem original por Franco Odoardi)
- Lilla Brignone como Mãe de Vittoria
- Rossana Rory como Anita
- Mirella Ricciardi como Marta

## Produção
Para se preparar para o filme, ‎‎Michelangelo Antonioni‎‎ viajou para Florença para filmar um eclipse solar real.[carece de fontes?]
Durante as filmagens de O Eclipse, que se passaram entre 20 de julho de 1961 e setembro de 1961, a maior parte das cenas foi filmada em locação. No decorrer da produção, duas cidades serviram de cenário para a equipe: Roma, principal cidade da região de Lácio, e Verona, localizada em Vêneto. Vale ressaltar que as cenas que se passam na Bolsa de Valores de Roma, utilizaram de fato o edifício como locação.[carece de fontes?] As cenas da bolsa eram filmadas aos domingos, quando o local estava fechado, e corretores de verdade foram chamados para tornar a experiência mais convincente.[carece de fontes?]
O filme marcou a quinta e última colaboração de Antonioni com Gianni Di Venanzo (depois de L'amore in città, Le amiche, Il grido e La notte), o diretor de fotografia com quem ele teve a parceria mais longa (a segunda parceria foi com Carlo Di Palma, com quem fez quatro filmes). Além disso, é o ultimo filme que Antonioni fez em preto e branco.[carece de fontes?]
Eclisse twist, a música tocada durante os créditos de abertura, foi escrita por Antonioni, sob o pseudônimo de Ammonio.

## Lançamento
A estreia do filme foi realizada em Milão, no dia 12 de abril de 1962, seguida pelo lançamento no restante do território italiano no dia seguinte. L'Eclisse arrecadou 305 milhões de liras na Itália. Na França, o filme fez um público de 470.764.

## Recepção
A reputação de Antonioni na década de 1960, advinda da recepção negativa de L'Avventura em sua premiere, passava por uma reavaliação. L'Eclisse foi  "o filme mais aguardado do Festival de Cannes de 1962"; e a partir desse filme críticos passaram a considerar a abordagem de Antonioni como "talvez um caminho a seguir para uma forma de arte que estava em perigo de se repetir infinitamente."
L'Eclisse venceu o Prêmio do Júri no Festival de Cannes e foi indicado à Palma de Ouro.
É considerada uma das obras mais importantes de Antonioni. David Sin, do British Film Institute, escreveu em 2015: "Os anos passados parecem não ter diminuído seu impacto nem como um obra inovadora do cinema, nem como crítica abrangente da era em que vivemos. O filme retém uma tom lúdico através de sua forma aberta, oferecendo diferentes formas de leitura e projeções sobre os personagens [...] E a atmosfera geral de tédio, lindamente orquestrada por meio de imagem e som, que ainda nos parece intensamente familiar." Peter Bradshaw, do The Guardian, caracteriza o filme como "visionário" e argumenta: "Antonioni abre um buraco de desânimo existencial nas ruas de Roma e nos pede para que nele entremos."
A sequência final é especialmente aclamada, com Jonathan Rosenbaum e outros críticos a considerando como uma das mais efetivas cenas em toda filmografia de Antonioni. Martin Scorsese, em seu documentário sobre o cinema italiano, My Voyage to Italy, descreve como o filme o atormentou e o inspirou como um jovem cinéfilo, destacando que o longa o pareceu como "um passo adiante em storytelling" e que "parecia mais um poema do que uma narrativa." Ele acrescenta que o final é "uma forma aterrorizante, mas ao mesmo tempo libertadora, de se encerrar um filme. Os sete minutos finais de L'Eclisse sugeriam que as possibilidades no cinema eram infinitas." Em 2012, em levantamento da Sight & Sound conduzido pelo British Film Institute, L'Eclisse foi destacado como um dos 100 melhores filmes de todos os tempos, tanto na votação dos diretores como dos críticos.
Há também casos em que o filme foi mal. O crítico Robin Wood disserta que este e todos os filmes de Michelangelo Antonioni depois de L'Avventura são "auto-indulgentes", "derrotistas" e "um refúgio a um desespero fundamentalmente complacente." Jon Lisi, da revista PopMatters, criticou o trabalho "estritamente intelectual" em relação ao espectador e escreve que assistir aos filmes "não é exatamente como assistir tinta secar, mas o ritmo é tão deliberadamente lento que talvez seja." Lisi definiu L'Eclisse como "belamente feito, historicamente importante e terrivelmente chato." Por outro lado, Susan Doll escreveu que se as obras de Antonioni não são "populares entre os espectadores cativados pela ironia pós-moderna e montagem acelerada, [...] somos piores por isso. Seu trabalho refletiu não apenas uma grande mudança na sociedade italiana como também uma profunda transformação na cultura cinematográfica. Seu estilo visualmente orientado e sua abordagem provocativa elevaram o padrão do que constituía o cinema popular, e as audiências de então se prontificaram a abraçá-lo."
O filme foi incluído na lista "Os 100 melhores filmes de língua estrangeira" feita pela BBC em 2018, realizada por 209 críticos de 43 países ao redor do mundo.

## Prêmios e indicações
| Ano  | Premiação                                             | Categoria                                                    | Indicado               | Resultado                                                        |
| ---- | ----------------------------------------------------- | ------------------------------------------------------------ | ---------------------- | ---------------------------------------------------------------- |
| 1962 | Festival de Cannes                                    | Palma de Ouro (Palme d'Or)                                   | L'Eclisse              | Indicado[carece de fontes?]                                      |
| 1962 | Festival de Cannes                                    | Prêmio do Júri (Prix du Jury)                                | L'Eclisse              | Venceu (Empate com O Processo de Joana d'Arc)[carece de fontes?] |
| 1963 | Sindicato Nacional de Jornalistas de Cinema Italianos | Melhor Diretor (Regista del Miglior Film)                    | Michelangelo Antonioni | Indicado[carece de fontes?]                                      |
| 1963 | Sindicato Nacional de Jornalistas de Cinema Italianos | Melhor Atriz (Migliore Attrice Protagonista)                 | Monica Vitti           | Indicado[carece de fontes?]                                      |
| 1963 | Sindicato Nacional de Jornalistas de Cinema Italianos | Melhor Atriz Coadjuvante (Migliore Attrice Non Protagonista) | Lilla Brignone         | Indicado[carece de fontes?]                                      |